# Museo diocesano (Brugnato)
Il museo diocesano di Brugnato, inaugurato nel 2001 nel palazzo Vescovile, è costruito sui resti dell'antica abbazia di San Colombano e attiguo alla concattedrale dei Santi Pietro, Lorenzo e Colombano. Il museo raccoglie reperti archeologici e opere d'arte provenienti dalle chiese della val di Vara e dall'antica diocesi di Brugnato.
Il museo è una sezione staccata del museo diocesano della Spezia.

## Descrizione

### Sezione diocesana
Il museo, diviso nelle sezioni diocesana e archeologica, è ospitato nelle sale superiori dello storico palazzo vescovile della diocesi di Brugnato, sede del vescovo dal 1133 al 1820.
E proprio una sezione del museo diocesano è dedicata all'appartamento dei vescovi brugnatesi, al piano nobile del palazzo, con l'esposizione di mobili e arredi liturgici, nonché pregiati dipinti della scuola pittorica genovese. Nello studio è altresì presente un altare in stile rococò dove ai lati, sotto lo strato di intonaco, sono stati riportati alla luce tratti di affreschi antichi. Nella camera da letto sono ancora visibili i rimaneggiamenti voluti dal cardinale Giuseppe Spina, effettuati tra il 1815 e il 1820.
Antichi messali, vestiari liturgici, oggetti sacri e altre tele sono ancora esposti all'ultimo piano del palazzo.
Nelle dodici sale del primo e secondo piano sono esposti dipinti, suppellettile liturgica (calici, ostensori, pissidi, navicelle...), arredi, paramenti sacri e documenti storici; di particolare interesse:
- Madonna con Gesù Bambino con san Pietro e san Lorenzo (fine del XV secolo), affresco, di un anonimo pittore ligure;
- gli affreschi staccati (inizio XVI secolo) attribuiti al Maestro delle Cinque Terre;
- il pastorale d'avorio e la mitria (XVI secolo) appartenuti a uno dei vescovi della diocesi;
- la pala d'altare con la Madonna del Rosario, san Pietro e san Domenico (fine XVI - XVII secolo), di Cesare Corte;
- l'Orazione di Gesù nell'orto Getsemani (primo quarto del XVII secolo), di Giuseppe Vermiglio;
- la Lactatio di san Bernardo (ultimo quarto del XVII - primo quarto del XVIII secolo), di Gian Lorenzo Bertolotto.

### Sezione archeologica
Un'area del museo è dedicata alla storia stessa del palazzo vescovile, quest'ultimo edificato sulle fondamenta del primo impianto dell'abbazia brugnatese. Scavi archeologici, effettuati per lo più nella metà e sul finire del Novecento, e che hanno parallelamente interessato anche l'attigua concattedrale, hanno portato alla luce le varie fasi di edificazione dell'intero complesso (abbazia e palazzo) che, dallo studio delle planimetrie, risultano completamente diverse dall'attuale sito vescovile.
Gli scavi hanno altresì scoperto i resti di una tomba ad arcosolio, databile all'impianto più antico del sito, e che potrebbe essere stata dimora sepolcrale di una personalità di alto rango sociale. La scoperta è, ad oggi, l'unico rinvenimento di questo genere nell'ambito territoriale brugnatese.
La sezione archeologica espone una lapide marmorea, denominata "Lapide di Piazza", originariamente presente nella chiesa di Santa Maria di Piazza a Deiva Marina. L'effigie è una copia, realizzata tra il VII e VIII secolo, di un apocrifo neotestamentario conosciuto come Epistola Domini Nostri e considerata una delle più antiche testimonianze scritte dell'evangelizzazione nel territorio ligure.

## Galleria d'immagini

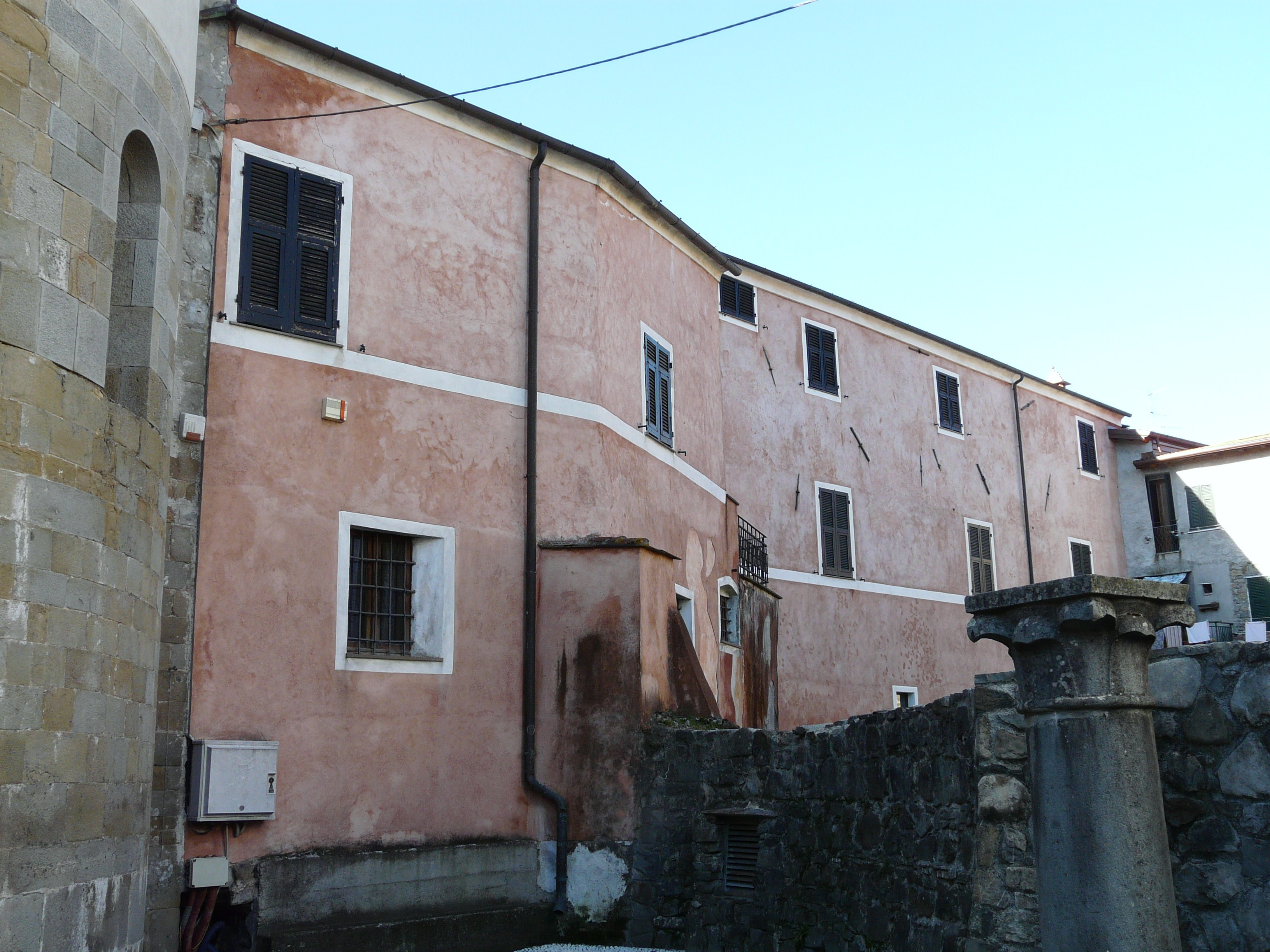
Il palazzo Vescovile
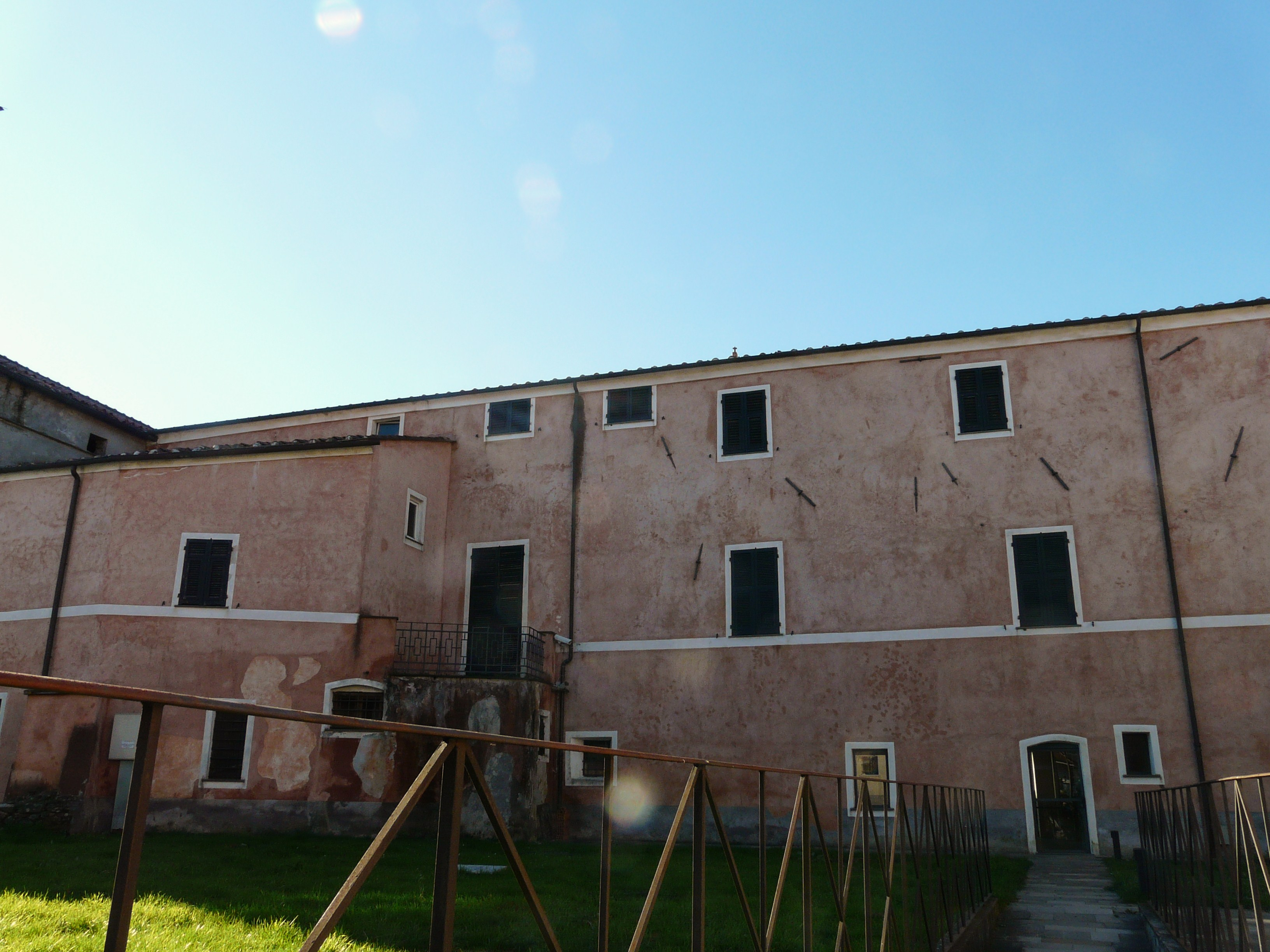
Altra visuale dal palazzo